# Círculo de Heide
El Círculo de Heide (en inglés: Heide Circle) fue una agrupación de artistas australianos que vivieron y trabajaron en «Heide», una antigua granja lechera situada en la llanura aluvial del río Yarra en Bulleen, un suburbio de Melbourne. Entre los miembros del grupo se encontraban algunos de los pintores vanguardistas más importantes de Australia.

## Historia
Heide fue adquirida en 1934 por John y Sunday Reed, mecenas apasionados de la cultura y el arte australianos. John Reed publicó la revista literaria de vanguardia Angry Penguins, que actualmente ocupa un lugar importante en la historia cultural de Australia y que se hizo popular por el conocido como el engaño de «Ern Malley», un poeta ficticio creado por James McAuley y Harold Stewart, cuya biografía y obra hicieron pasar por real, engañando a los lectores de la publicación. 
John Reed era un abogado nacido en Tasmania, graduado de la Universidad de Cambridge en 1924, cuyo vínculo con el arte comenzó en Melbourne a mediados de la década de 1920, cuando compartía casa con el ilustrador y diseñador de muebles Fred Ward. A su alrededor, en Melbourne, se movía un círculo de jóvenes creativos, adinerados y con ideas innovadoras, entre los que se encontraban su hermana Cynthia Reed Nolan, el psiquiatra Reg Ellery, los músicos Mansell Kirby y Bernard Heinze, la curadora Clarice Zander, el artista Will Dyson y los mecenas literarios Nettie Palmer y Vance Palmer, que crearon un estilo que se difundiría desde Heide.
Durante las décadas de 1930, 1940 y 1950 Heide se convirtió en un espacio al que acudieron muchos artistas donde se pintaron muchas de las obras más famosas de la época. Sidney Nolan pintó en el salón de la casa su conocida serie sobre el forajido Ned Kelly. Otros artistas que frecuentaron Heide fueron Albert Tucker, Joy Hester, Charles Blackman, John Perceval, Danila Vassilieff y Gray Smith. 
Al Círculo de Heide también se lo conoce por las relaciones sentimentales entre sus miembros. Sunday Reed tuvo relaciones extramatrimoniales con algunos colegas, con el conocimiento de su esposo John. Sidney Nolan se casó, en segundas nupcias con Cynthia Reed Nolan, la hermana menor de John Reed. El matrimonio de antiguos compañeros de Heide provocó una ruptura permanente entre Nolan y Sunday Reed.
La obra de David Rainey The Ménage at Soria Moria (2014) es una pieza ficticia que explora la relación entre los Reed y Sidney Nolan, tanto los días embriagadores en Heide durante la década de 1940 como la degeneración menos conocida durante los siguientes 35 años.
El Círculo de Heide mantuvo su compromiso con la vanguardia figurativa durante las décadas de 1950 y 1960, con varios de los artistas que formaron el Grupo Antipodeans, oponiéndose al nuevo arte abstracto.
Heide se encuentra muy cerca de Heidelberg, el área asociada con un famoso movimiento artístico anterior de Melbourne, la Escuela de Heidelberg. Las franjas del noreste de Melbourne, particularmente más lejos en Eltham, conservan una estrecha asociación con las artes visuales.
El Museo Heide de Arte Moderno es ahora un museo de arte que presenta a la mayoría de los artistas de la época y apoya activamente el desarrollo y la promoción del arte contemporáneo en Australia.